# Oliver N'Goma
Oliver Ngoma, dit Noli, né le 23 mars 1959 à Mayumba et mort le 7 juin 2010 à Libreville, est un chanteur et guitariste gabonais d'afro-zouk en langue Lumbu et villi

## Biographie
Oliver Ngoma naît à Mayumba, dans le sud-ouest du Gabon, le 23 mars 1959. Son père, joueur d'harmonium, l'initie dès l'âge de huit ans à la musique.
En 1971, sa famille quitte Mayumba pour Libreville. Oliver y fait des études de comptabilité au lycée technique de Libreville, où il devient guitariste de Capo Sound, l'orchestre du lycée. Les études de comptabilité ne le passionnant guère, Oliver préfère se consacrer à ses deux passions que sont le cinéma et la musique. Ainsi, il commencera par collectionner des instruments de musique, et se bricoler un petit home studio. En parallèle, il est engagé comme cadreur par la deuxième chaîne de télévision gabonaise (RTG 2).
En 1988, lors d'un stage à Paris, il rencontre Manu Lima, un réalisateur/producteur de la scène africaine à Paris, ex-leader de Cabo Verde Show. Manu se charge de la direction artistique du premier disque d'Oliver, BANE.
En 1990, l'album Bané, où est inclus le titre éponyme, sort sans rencontrer tout d'abord de véritable succès. Mais sa diffusion constante sur les radios Africa n°1 et RFI, est repris en force dans les discothèques en France, comme en Afrique. Bané devient un tube en 1990 dans toute l'Afrique et en France. De l'album BANE seront extraits des morceaux comme Icole et Lusa, qui connaîtront aussi le succès.
En 1995, il produit son second album, Adia, de nouveau en collaboration avec Manu Lima. L'album connaît un succès aussi grand que le premier.
En 2001 sort son troisième album Seva réalisé sans Manu Lima, qui connaît un succès mitigé.
En 2006, il réalise son quatrième album Saga. À cette occasion, il renoue avec le producteur Manu Lima.

## Décès
Oliver N'Goma meurt le 7 juin 2010 d'une insuffisance rénale à l'hôpital de Libreville, au Gabon.

## Discographie
- 1991 : Bane
- 1995 : Adia
- 2001 : Seva
- 2003 : Best of
- 2006 : Saga

## Film
- Oliver Ngoma le crooner de René Paul Sousatte